# Спортивная борьба
Спортивная борьба (англ. wrestling) — спортивное единоборство и олимпийский вид спорта, заключающийся в поединке двух спортсменов по определённым правилам.
Включает в себя соревнования по:
- Вольной борьбе среди мужчин;
- Вольной борьбе среди женщин;
- Греко-римской борьбе среди мужчин.